# Franz Schlosser

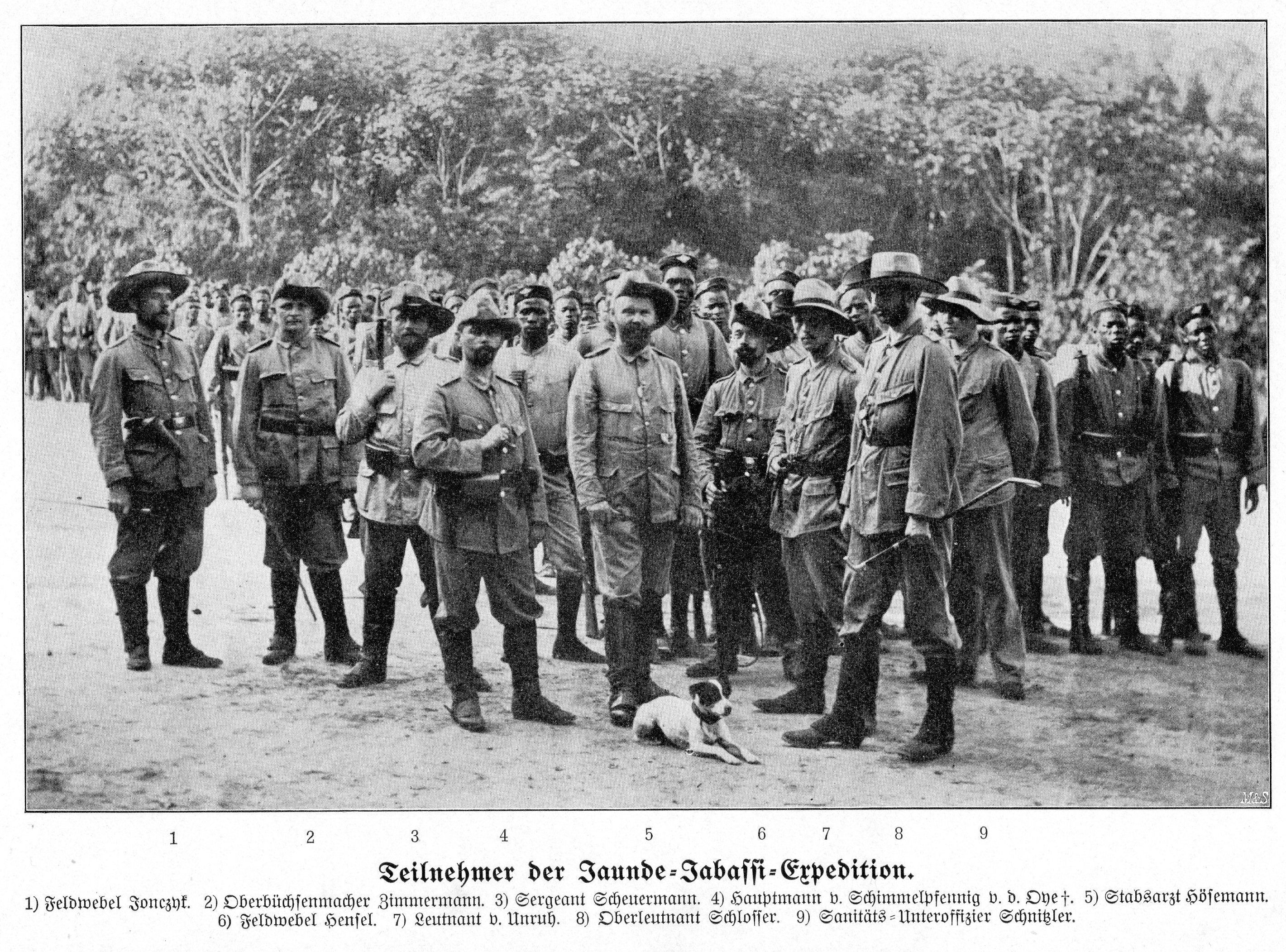
Franz Schlosser (8) auf der Jaunde-Jabassi-Expedition

Franz Schlosser (* 8. November 1872 in Schwaan; † 9. Januar 1942 in Berlin) war ein deutscher Offizier und Verwaltungsbeamter in Kamerun und niederländischer und deutscher Diplomat in Spanien.

## Leben
Schlosser war ein Sohn des Landgerichtsrats Heinrich Schlosser und der Hedwig Passow. Nach dem Besuch des Humanistischen Gymnasiums trat er in die militärische Laufbahn ein. Er wurde 1890 Fahnenjunker im Fußartillerie-Regiment Generalfeldzeugmeister (1. Brandenburgisches) Nr. 3, noch im November des gleichen Jahres zum Fähnrich, 1891 zum Leutnant und 1899 zum Oberleutnant befördert. Mit dem 6. Juli 1900 zur Schutztruppe für Kamerun abgeordnet und dort am 18. November 1905 überzähliger Hauptmann, am 19. Dezember 1905 Kompaniechef.
1901 nahm Schlosser unter Hauptmann von Schimmelpfennig an der Expedition gegen den Chief Simekoa teil, 1904 als Kompanieführer an der Niederschlagung der Unruhen im Crossflussgebiet (Basho). Nach Rückkehr von Kommandeur Wilhelm Mueller nach Soppo wurde er mit der Gesamtleitung der Schutztruppe in der Region betraut. Ebenfalls 1904 wurde er Führer der 4. Kompanie und Bezirkschef in Banjo, 1904/05 Führer der 6. (Expeditions-)Kompanie. Im Januar 1905 kehrte er an die Küste zurück. 1906 wurde er mit der Verwaltung des Sanga-Ngoko-Bezirks betraut. Im Juli 1907 übernahm er die Leitung der Südexpedition, die die Makaa südlich des Nyong unterwarf. 
Nach Übertritt zur Zivilverwaltung (1910) erhielt Schlosser den Rang und Titel eines Regierungsrats. Zuletzt war er Bezirksamtmann von Lomië. Während des Ersten Weltkriegs in Kamerun war er Führer der Nordabteilung, die die britischen Kräfte im Raum Garua und Marua binden und ihren Zugang zum Hochland von Ngaundere verhindern sollte. 1916 trat er gemeinsam mit Gouverneur Karl Ebermaier und dem Großteil der Schutztruppe auf das neutrale spanische Gebiet Rio Muni über und wurde später in Pamplona interniert.
Nach Kriegsende wurde er 1919 in den Ruhestand versetzt und lebte als Kaufmann in Spanien. Er wurde niederländischer Vizekonsul in Madrid und im Sommer 1936 Geschäftsträger der Niederlande in Spanien. Von 1937 bis Ende Februar 1939 war er niederländischer Generalbevollmächtigter bei der republikanischen Regierung in Valencia.
Ab dem 15. Mai 1939 war er an der Botschaft des Deutschen Reichs in Spanien mit Dienstsitz San Sebastian angestellt, ab September 1939 in Madrid. Im August 1940 schied er aus dem diplomatischen Dienst aus.